# 渡辺幸彦
渡辺 幸彦（わたなべ ゆきひこ、1971年12月20日 - ）は、岩手県出身のフットサル選手。

## 来歴
AMVフットサル時代は、選手兼任監督としてプレーした。2007年Fリーグに参入を決めていたステラミーゴいわて花巻に入団し、チーム最年長選手としてチームを引っ張った。2年目は怪我に泣かされシーズン終了後に引退した。
引退後は、ステラミーゴいわて花巻コーチに就任。サテライトチームのステラミーゴAMVの試合に選手としても出場していた。
2012年よりステラミーゴいわて花巻/AMV選手兼任監督に就任。

## 所属クラブ
サッカー
- 大船渡工業高等学校
- 新日鐵釜石

フットサル
- AMV FUTSAL
- 2007年 - 2009年 ステラミーゴいわて花巻
- 2009年 - 2011年 ステラミーゴAMV (コーチ兼任)
- 2012年 -  ステラミーゴいわて花巻/AMV (監督兼任)

## 指導歴
- AMV FUTSAL監督
- 2009年 - 2011年 ステラミーゴいわて花巻コーチ
- 2012年 - ステラミーゴいわて花巻/AMV監督